# Союз TMA-15
«Союз ТМА-15» — російський пілотований космічний корабель, на якому був здійснений пілотований політ до Міжнародної космічної станції. Дев'ятнадцятий політ космічного апарата серії «Союз» до МКС. Екіпаж корабля склав двадцяту довготривалу експедицію до МКС.

### Екіпаж старту і посадки
- (ФКА) МКС-20 Роман Романенко (англ.) (1)[1] — командир екіпажу.
- (ЄКА) МКС-20 Франк Де Вінне (Нід.) (2) — бортінженер.
- (КАА) МКС-20 Роберт Терск (англ.) (2) — бортінженер.

### Дублюючий екіпаж
- (ФКА) Дмитро Кондратьєв (англ.) (1) — командир екіпажу.
- (ЄКА) Андре Кейперс (нід.) (2) — бортінженер.
- (КАА) Кріс Хетфілд (англ.) (3) — бортінженер.

## Події
- 27 травня о 10:34 — з космодрому Байконур здійснено запуск космічного корабля «Союз ТМА-15»
- 29 травня о 12:34 корабель пристикувався до російського модуля МКС «Заря»[2].
  - О 14:14 були відкриті люки корабля і його екіпаж увійшов на борт станції[3].
- 1 грудня 2009 Роман Романенко, Франк Де Вінне і Роберт Терск попрощалися з Джеффрі Вільямсом і Максимом Сураєвим, які вдвох залишилися на МКС. В 0 годин 30 хвилин за Гринвічем Романенко, Де Вінне і Терськ зайняли свої місця в кораблі «Союз ТМА-15». В 0 годин 49 хвилин був закритий люк між МКС і кораблем «Союз».

О 3 годині 56 хвилин «Союз ТМА-15» відстикувався від порту, спрямованого на Землю, модуля «Зоря».
О 6 годині 26 хвилин під управлінням командира корабля Романа Романенка був включений двигун «Союзу» на гальмування. Двигун відпрацював 4 хвилини 19 секунд. Приблизно о 6 годині 50 хвилин на висоті близько 140 км відбулось розділення трьох відсіків корабля «Союз».
На висоті 100 км «Союз» увійшов у верхні шари атмосфери. У цей час протягом 5,5 хвилин космонавти відчували найбільші перевантаження, які доходили до 5 G. За цей час спускний апарат досяг висоти 40 км.
Приблизно о 7 годині на висоті 10 км був розкритий парашут.
О 7 годині 15 хвилин 34 секунди (13 годин 15 хвилин за часом Казахстану) спускний апарат корабля «Союз ТМА-15» приземлився в 80 км на північний схід міста Аркалик.

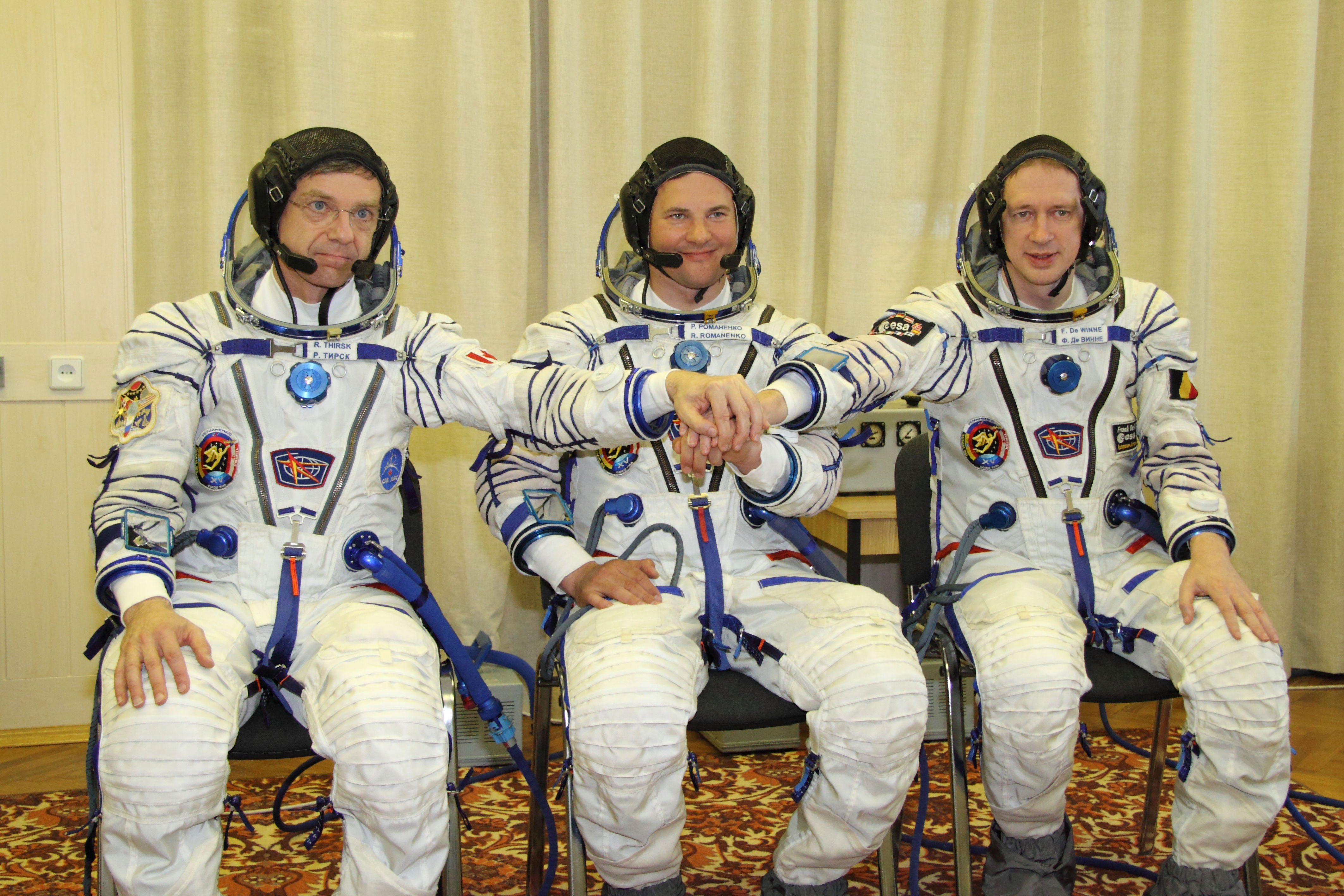
Екіпаж TMA-15

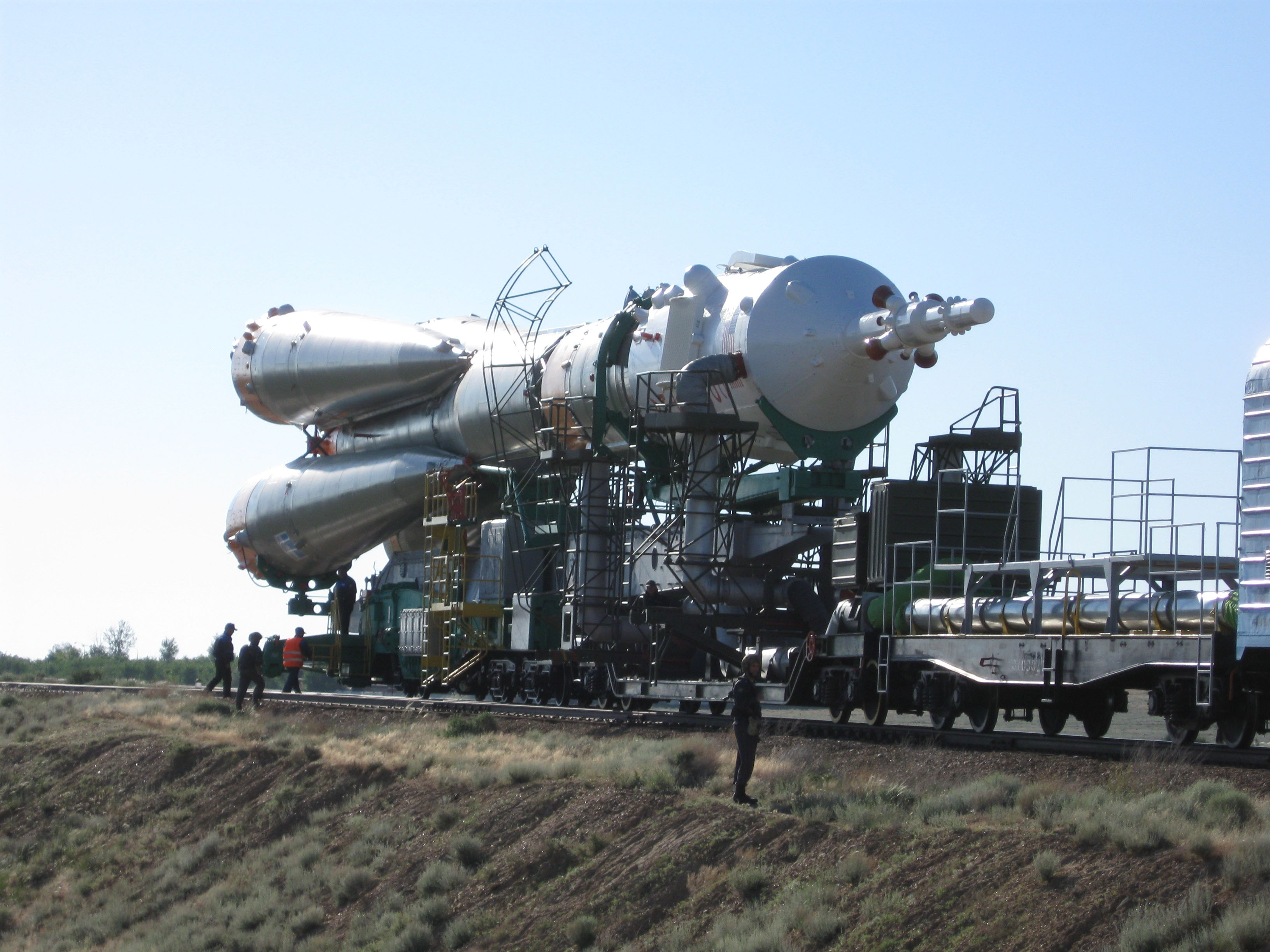
Транспортування ракети з кораблем Союз TMA-15

Погода на місці приземлення була погана: мороз і туман, вертольоти пошукової команди не змогли швидко прибути до місця посадки. Першими, через 15 хвилин після приземлення, до апарата прибули російські та американські рятувальники на всюдиходах. Американські рятувальники присутні при приземленні кораблів «Союз», оскільки за домовленостями, саме американська сторона відповідальна за відправку на станцію і повернення своїх космонавтів, а також європейських, канадських і японських астронавтів. Американська сторона також оплачує польоти своїх, європейських, канадських і японських космонавтів (близько 50 млн доларів за кожного космонавта)[джерело?].

## Емблема польоту
В основі емблеми корабля «Союз ТМА-15» малюнок хлопчика з дитячого будинку Юрія Менкевіча.

## Талісмани
Талісманом МКС-20 була м'яка іграшка «Смішарик Бібі», яку Роману Романенко подарувала 6-річна дочка, також іграшка використовувалася як індикатор невагомості.